# New Avengers: Illuminati
A New Avengers: Illuminati egy amerikai mini-képregénysorozat mely a Marvel Comics kiadásában jelenik meg. A sorozat a New Avengers egyik különszámának, az azonos címen megjelent New Avengers: Illuminati-nak azon a retcon ötletén alapul, miszerint hat emberfeletti képességekkel rendelkező szuperhős egy titkos társaságot alapított, melynek kereti között a színfalak mögül próbálják elhárítani a Földet fenyegető veszélyeket.

## A megjelenés története
A sorozatban megjelenő titkos társaság a New Avengers különszámaként napvilágot látott New Avengers: Illuminati-ban, 2006. március 29-én szerepelt először. A kiadvány a The Road to Civil War, vagyis „az út a polgárháborúhoz” keretei között jelent meg, mely a Marvel gyakorlatilag minden kiadványára kiterjedő nagyszabású eseményének a, Polgárháborúnak az egyik előfutára volt. Emellett az Incredible Hulk című kiadvány egyik fordulópontját is jelentette, mivel ezzel kezdődött el a Planet Hulk, vagyis a Hulk bolygó című történet. A különszám írója Brian Michael Bendis, rajzolója Alex Maleev volt.
A retconnal azonban felvetődött a kérdés, hogy az Illuminátinak nevezett társaság hol volt eddig, és hogy mely események alakulására volt rejtett befolyásuk.
Ezen kérdéseket megválaszolandó 2006. december 20-án indult útjára a New Avengers: Illuminati minisorozat. Az ötrészes kiadvány írójaként visszatért Brian Michael Bendis is, de mellette társíróként Brian Reed is közreműködött. A sorozat megrajzolásával a Marvel egyik fiatal tehetségét Jim Cheungot bízták meg aki korábban a kiadó Young Avengers sorozatán dolgozott.
Bendis a Wizard magazin 183. számában (2007. január), még az Illuminati második részének megjelenése előtt számos részletet elárult a minisorozat következő részeiről, köztük azt is, hogy az utolsó szám némi bepillantást fog adni a Marvel 2008-as terveibe.

## Kiadványok

### New Avengers különszám
A történet évekkel a jelen eseményei előtt, a krí-skrull háború eseményei után kezdődik. Vasember, Charles Xavier professzor, doktor Reed Richards, Doktor Stange, Namor, Fekete Villám és a Fekete Párduc Wakandában gyűlnek össze. Vasember felveti a javaslatot, hogy az összegyűltek, akik nagyjából a Föld szuperhőseinek és szuperlényeinek képviselőinek mondhatók, csapataikat egyesítve alapítsanak egy közös erőt és hivatalos képviseletet az olyan veszélyek elhárítása érdekében, mint a Földet is sújtó krí-skrull háború. Namor nem ért egyet az ötlettel mivel akár a Bosszú Angyalai, akár az X-Men soraiban is vannak olyanok akiknek kérdéses vagy éppen bűnözői a múltja. Végül abban egyeznek meg, hogy csapattársaik és hozzátartozóik teljes kizárásával ők maguk alapítanak egy titkos társaságot. Az ötletet mindenki elfogadja, kivéve a Fekete Párducot. Ő azt javasolja, hogy álljanak fel az asztaltól, menjenek haza és felejtsék el azt is, hogy ez a találkozó valaha is megtörtént. A gondolat elrémisztette őt, hogy néhány önkényesen kinevezik magukat a Föld védelmezőinek, és ezt ráadásul úgy teszik, hogy mindenki mást kizárnak belőle. A Fekete Párduc még figyelmeztette őket, hogy ennek nem lesz jó vége és hogy a bizalmatlanság és a széthúzás előtt-utóbb ezt a titkos társaságot is meg fogja osztani a kritikus pillanatban.
Évekkel később Vasember azért hívja össze az Illuminátit, hogy megossza velük a tervét az időközben egyre irányíthatatlanabbá és közveszélyessé vált Hulk megfékezésére. Reed Richardsal kidolgoztak egy tervet, hogy Hulkot eltávolítsák a bolygóról. Namor nem ért egyet és az a véleménye, hogy ez nem megoldás és a többiek csak a kényelmesebb utat választják egy probléma megoldására, ahelyett hogy valódi megoldást keresnének. A nézeteltérés következtében Vasember és Namor harcolni kezdenek egymás ellen, aminek az a vége, hogy Namor elhagyja a társaságot és beismeri, hogy a Fekete Párducnak igaza volt annak idején. Namor még figyelmezteti őket, hogy ha megteszik amire készülnek Hulk úgyis vissza fog térni és megöli őket.
A történtek ellenére a társaság végrehajtja a tervet és kilövik a Hulkot a világűrbe.
Az Illumináti utolsó találkozóját Vasember hívja össze egy készülő törvényjavaslat, a „szuperhős regisztrációs törvény” ügyében. A törvény ötlete a közelmúlt olyan eseményei miatt fogalmazódott meg mint az „M-ház”, Nick Fury titkos háborúja és a támadás az Angyalok kúriája ellen. A törvény szerint minden álarcot viselő hős köteles lenne az államnál nyilvántartásba vetetni magát, és felfedni titkos személyazonosságát. Vasember megpróbálja meggyőzni a többieket, hogy álljanak ki már most a törvény mellett, mielőtt még egyáltalán előterjesztik. Véleménye szerint ha nem teszik, annak elkerülhetetlenül katasztrófa lesz a vége. Namor, aki a korábban történtek ellenére mégis megjelent a találkozón, ezt felszíni problémának tekinti és elhagyja a szobát. Doktor Strange úgy véli, hogy a törvény mások előítéleteire és félelmeire épít és ennek az erkölcsi oldalával sokan nem fognak egyetérteni és akár halálukig harcolni fognak ellene. Fekete Villám is egyetért Strange-el és ők is távoznak. Az Illumináti ezzel végképp feloszlik, Vasember és Reed magukra maradnak a törvény támogatásával.
Megjegyzés
Mikor Namor kifejti bizalmatlanságát a különböző szuperhőscsapatok tagjai iránt, X Professzornak szegezi a kérdést, hogy hallott egy, a kanadai titkosszolgálatnak dolgozó mutáns bérgyilkosról (Rozsomákról), és hogy a professzor őt is megtűrné e a csapatban. Bendis ezt egy kis ironikus fricskának szánta, hiszen a nem sokkal ezután játszódó „második teremtés” című X-Men történet során Rozsomákot is meghívja a csapatba.
Miután a tagok megegyeztek az Illumináti megalapításáról Xavier professzor még mondai akart valamit a Krakoa nevű szigetről, de hogy mit, az már nem szerepelt a visszatekintésben. Bendis úgy nyilatkozott, hogy ezzel a megjegyzéssel nem volt különösebb rejtett mondanivalója.

### A minisorozat

#### A krí-skrull háború után
Az újonnan megalakult Illumináti első útja a Skrullos bolygóra, a skrull uralkodóhoz vezet, hogy figyelmeztessék; nem fogják eltűrni ha még egyszer fenyegeti meri a Földet. VII. Dorrek, a skrullok uralkodója azonban nem hajlandó komolyan venni a figyelmeztetést, ezért hogy figyelmeztetésüknek nyomatékot adjanak Fekete Villám egyetlen üvöltésével elpusztítja az uralkodó trónhajóját. Menekülésük közben hajójukat az egész skrull flotta tűz alá veszi és a rövid ütközet során az Illumináti tagjai fogságba esnek. A Vasember-páncéljától megfosztott Tony Stark azonban kiszabadult a fogságból és társait is kiszabadította, majd Doktor Strange egyik illúziója segítségével sikerült hazajutniuk.
Megjegyzés
Az utolsó oldalon Dorek még utal rá, hogy a földlakók szökése ellenére sikerült tőlük megszerezni azt, amit akartok. Hogy ez mi volt, valószínűleg az Illuminati ötödik részében fog kiderülni.

#### A Végtelenség Kesztyűje
A második szám retconja az 1991-ben megjelent The Infinity Gauntlet, vagyis a Végtelenség Kesztyűje hatrészes minisorozat eseményei után játszódik. A Végtelenség Kesztyűje és foglalataiban lévő hat Végtelenség Ékkövei a Marvel univerzum egyik leghatalmasabb tárgyai közé tartozik, ami birtoklójának teljes hatalmat biztosít az egész világmindenség felett. Miután Thanos a Kesztyű segítségével hajszál híján elpusztította az univerzum minden lakóját az Ékköveket elkülönítették egymástól és szétszórták a mindenségben.
Az Illumináti találkozóját Mr. Fantastic hívja össze, aki megszerezte az Erő, a Tér és a Lélek Ékköveit, valamint magát a Végtelenség Kesztyűjét. Mr. Fantastic úgy véli, hogy a Kesztyű ereje túl veszélyes ahhoz, hogy bárki felkutathassa, ezért nekik kell előbb összegyűjteni a hiányzó Ékköveket és biztonságba helyezni őket. Xavier professzor a Cerebro segítségével Namor és Doktor Strange társaságában a Tudat Ékkövének felkutatására indul, míg Vasember és Mr. Fantastic Fekete Villám erejének segítségével a Tár Ékkövét szerzik meg. Az öt Ékkő és a Kesztyű segítségével Reed képes lett megidézni a hatodik, az Idő Ékkövét. A Kesztyű hatalma megigézte Reedet, ám a Szemlélő megjelenése visszaadta józanságát és végül leveszi a Kesztyűt. Ezután az Illumináti minden tagja magához vesz egy Ékkövet, hogy azt saját belátása szerint elrejtse. A Szemlélő azonban figyelmezteti őket, hogy hiba volt felkutatni az Ékköveket.
Megjegyzés
A szám borítója a The Infinity Gauntlet első számának borítójára emlékeztet.

#### A Túlontúli
A társaság találkozóját Xavier professzor hívja össze, aki megosztja a többiekkel, hogy az első „titkos háború” során megtudott valamit a magát Túlontúlinak nevező lényről. A titkos háború alatt a Túlontúli elragadta a Föld legnagyobb szuperhőseit és szuperbűnözőit és egy számukra felépített bolygón arra késztette őket, hogy pusztítsák el ellenségeiket. Xavier professzornak sikerült belenéznie a Túlontúli tudatába és rájött, hogy a Túlontúli egy mutáns nem-ember, aki egykor maga is a nem-emberek királyának, Fekete Villámnak az alattvalója volt. Xavier szerint a Túlontúli akkor annak köszönhetően szerezte szinte mindenható képességét, hogy mutánsként lépett be a terrigen ködbe, mely a többi nem-ember képességeit is adta. Fekete Villám azonban nem emlékszik, hogy ki lehetett ez a nem-ember. Xavier elmondja, hogy a Cerebróval érzékelte a Túlontúlit a Ceresz törpebolygón.
Az Illumináti, a korábban zsákmányolt skrull hajón a Cereszhez meg ahol egész Manhattan mására bukkannak. A városban megtalálják az emberi alakot öltött Túlontúlit aki felismeri Fekete Villámot és üdvözli uralkodóját. Az Illumináti megkéri a Túlontúlit, hogy hagyja el ezt az Univerzumot, mivel a puszta jelenléte is felborítja a világegyetem rendjét. A Túlontúli ragaszkodik hozzá, hogy ő is segíteni akar másokon, mint a szuperhősök és demonstrálja a hatalmát azzal, hogy a városban mindent megteremt amit az Illumináti tagjai titkon kívánnak. Namornak végül sikerül meggyőznie őt, hogy engedelmeskedjen királyának és menjen el. A Túlontúli látszólag engedelmeskedik és eltűnik és vele együtt a lemásolt város is kezd széthullani. Az úton vissza a Földre Fekete Villám beismeri, hogy még mindig nem emlékszik, hogy eredetileg ki volt a Túlontúli. Az utolsó oldalon a Túlontúli megjelenik a valódi Manhattan utcáin.
Megjegyzés
A történet az 1985 és 1986 között megjelent II. titkos háború előtt játszódik, melyben a Túlontúli a Földön emberi alakot öltve próbálja tudását kiterjeszteni. A II. titkos háború során a Túlontúli több emberi külsőt is kipróbál, mire végül Steve Rogers fekete hajú másánál állapodik meg. Az Illuminati ezen részében már a kezdetektől ebben az alakban mutatkozik, mely némi ellentétet szül a két történet között.
Internetes fórumokon a rajongókat megosztotta a kérdés, hogy a történet a II. titkos háború előtt vagy után játszódik. A leglogikusabb magyarázat azonban, hogy előtt. Ezt főképpen két tény támasztja alá. Az első, hogy az Illumináti tagjai meglepődtek, mikor észrevették, hogy a Túlontúli emberi alakot öltött. A második, hogy a történet során Vasember nem volt jelen. Vasemberként Tony Stark alapította az Illuminátit, ebben az időszakban azonban Tony helyett Jimes Rhodes viselte a Vasember-páncélt, aki mit sem tudott a titkos szervezetről. Tony Stark csak a II. titkos háború után vette vissza Vasember szerepét (Iron Man #200).

## Külső hivatkozások
- newsarama.com: Chicago ’06 – Bendis Talks Illuminati Miniseries